# Superserien 2002
Superserien 2002 var Sveriges högsta division i amerikansk fotboll för herrar säsongen 2002. Serien spelades 27 april–11 augusti 2002 och vanns av Arlanda Jets. Serien spelades i form av två konferenser men med gemensam tabell. Lagen möttes i dubbelmöten i den egna konferensen och i enkelmöten mellan konferenserna. Vinst gav 2 poäng, oavgjort 1 poäng och förlust 0 poäng.
De sex bäst placerade lagen gick vidare till slutspel. SM-slutspelet spelades 17 augusti–1 september och vanns av Stockholm Mean Machines.
Örebro Black Knights var kvalificerade men drog sig ur innan säsongen startade. De ersattes av Solna Chiefs efter att Jamtland Republicans tackat nej.

## Konferensindelning
| Norra konferensen - Arlanda Jets - Norrköping Panthers - Stockholm Mean Machines - Tyresö Royal Crowns | Södra konferensen - Carlstad Crusaders - Göteborg Giants - Limhamn Griffins - Solna Chiefs |

## Tabell
| Nr | Lag                          | S  | V | O | F | GP  | IP  | PS   | P  |
| -- | ---------------------------- | -- | - | - | - | --- | --- | ---- | -- |
| 1  | Arlanda Jets                 | 10 | 9 | 0 | 1 | 458 | 121 | +337 | 18 |
| 2  | Carlstad Crusaders           | 10 | 8 | 1 | 1 | 326 | 105 | +221 | 17 |
| 3  | Tyresö Royal Crowns (RM)     | 10 | 8 | 0 | 2 | 269 | 118 | +151 | 16 |
| 4  | Stockholm Mean Machines (RL) | 10 | 5 | 0 | 5 | 252 | 199 | +53  | 10 |
| 5  | Solna Chiefs (U)             | 10 | 4 | 0 | 6 | 151 | 368 | −217 | 8  |
| 6  | Limhamn Griffins* (U)        | 10 | 2 | 1 | 7 | 145 | 177 | −32  | 5  |
| 7  | Norrköping Panthers          | 10 | 2 | 0 | 8 | 164 | 485 | −321 | 4  |
| 8  | Göteborg Giants* (U)         | 10 | 1 | 0 | 9 | 182 | 374 | −192 | 2  |

Färgkoder:
|      | – Kvalificerad för semifinal                |
|      | – Kvalificerad för kvartsfinal              |
|      | – Nedflyttad till division 1                |
| (RL) | – Regerande ligamästare (seriesegrare)      |
| (RM) | – Regerande svenska mästare                 |
| (U)  | – Uppflyttad från division 1                |
| *    | – Nedflyttad efter säsongen på egen begäran |

## Matchresultat
| Hemma \ Borta           | AJ    | CC    | GG    | LG    | NP    | SC    | SMM   | TRC   |
| Arlanda Jets            | —     | —     | 82–13 | —     | 53–25 | 54–0  | 66–0  | 28–19 |
| Carlstad Crusaders      | 7–14  | —     | 54–0  | 14–14 | —     | 42–6  | —     | 27–20 |
| Göteborg Giants         | —     | 18–53 | —     | 6–12  | 42–47 | 32–34 | 7–26  | —     |
| Limhamn Griffins        | 13–33 | 0–21  | 9–30  | —     | —     | 48–0  | —     | 12–27 |
| Norrköping Panthers     | 0–80  | 14–41 | —     | 20–19 | —     | —     | 17–26 | 0–54  |
| Solna Chiefs            | —     | 6–53  | 21–20 | 20–14 | 57–18 | —     | 7–55  | —     |
| Stockholm Mean Machines | 20–35 | 13–14 | —     | 6–0   | 85–20 | —     | —     | 7–12  |
| Tyresö Royal Crowns     | 24–13 | —     | 32–14 | —     | 28–3  | 32–0  | 21–14 | —     |

## Slutspel

### Kvartsfinaler
|  | 17 augusti 2002 | Tyresö Royal Crowns | 27 – 20 | Limhamn Griffins | Bollmoravallen       |                      |
|  |                 |                     | (6 – 7) |                  | Domare: Team Batzler | Domare: Team Batzler |
|  |                 |                     |         |                  | Domare: Team Batzler | Domare: Team Batzler |
|  |                 |                     |         |                  | Domare: Team Batzler | Domare: Team Batzler |

|       | 17 augusti 2002 | Stockholm Mean Machines | 75 – 12               | Solna Chiefs | Zinkensdamms IP                      |                                      |
| 18:00 | 18:00           |                         | (53 – 6) Matchrapport |              | Publik: 246 Domare: Team Emanuelsson | Publik: 246 Domare: Team Emanuelsson |
| 18:00 | 18:00           |                         |                       |              | Publik: 246 Domare: Team Emanuelsson | Publik: 246 Domare: Team Emanuelsson |
| 18:00 | 18:00           |                         |                       |              | Publik: 246 Domare: Team Emanuelsson | Publik: 246 Domare: Team Emanuelsson |

### Semifinaler
|  | 24 augusti 2002 | Arlanda Jets | 36 – 45                | Stockholm Mean Machines | Pinbacken            |                      |
|  |                 |              | (14 – 33) Matchrapport |                         | Domare: Team Batzler | Domare: Team Batzler |
|  |                 |              |                        |                         | Domare: Team Batzler | Domare: Team Batzler |
|  |                 |              |                        |                         | Domare: Team Batzler | Domare: Team Batzler |

|       | 25 augusti 2002 | Carlstad Crusaders | 31 – 0                | Tyresö Royal Crowns | Tingvalla IP                           |                                        |
| 18:00 | 18:00           |                    | (14 – 0) Matchrapport |                     | Publik: 1 253 Domare: Team Emanuelsson | Publik: 1 253 Domare: Team Emanuelsson |
| 18:00 | 18:00           |                    |                       |                     | Publik: 1 253 Domare: Team Emanuelsson | Publik: 1 253 Domare: Team Emanuelsson |
| 18:00 | 18:00           |                    |                       |                     | Publik: 1 253 Domare: Team Emanuelsson | Publik: 1 253 Domare: Team Emanuelsson |

### SM-final
|  | 1 september 2002 | Carlstad Crusaders | 20 – 28                | Stockholm Mean Machines | Zinkensdamms IP                    |                                    |
|  |                  |                    | (14 – 14) Matchrapport |                         | Publik: 2 057 Domare: Team Batzler | Publik: 2 057 Domare: Team Batzler |
|  |                  |                    |                        |                         | Publik: 2 057 Domare: Team Batzler | Publik: 2 057 Domare: Team Batzler |
|  |                  |                    |                        |                         | Publik: 2 057 Domare: Team Batzler | Publik: 2 057 Domare: Team Batzler |